# Dornier Do 18
Dornier Do 18 var ett tyskt amfibieflygplan från andra världskriget.
Planet utvecklades dels som ett postflygplan för Lufthansas räkning och dels som ett sjöspaningsflygplan som skulle ersätta Dornier Wal 33. 
I mars 1938 slog man med en Do 18F sträckflygningsrekord för sjöflygplan då man flög från England till Brasilien på 43 timmar. I september 1939 blev en Do 18 det första planet som blev nedtvingat av brittiska flygare. Produktionen av Do 18 avslutades under 1940 och planen i aktiv tjänst ersattes så småningom av Blohm & Voss Bv 138. 1942 hade alla kvarvarande Do 18 övergått till sjöräddningstjänst.

## Varianter
- Do 18a, prototypen, vilken var utrustad med två Junkers Jumo 5 dieselmotorer.
- Do 18E, variant utrustad med kraftfullare Junkers Jumo 205C-motorer på 447 kW (600 hk).
- Do 18F, civil variant avsedd som postflygplan, flög första gången 11 juni 1937.
- Do 18L, variant försedd med två BMW 132N-motorer på 656 kW (880 hk), flög första gången 21 november 1939.
- Do 18D, första militära varianten försedd med samma motorer som Do 18E. Beväpningen bestod av två MG 15 ksp på 7,92 mm.
- Do 18D-2, mindre ändringar i Do 18Ds utrustning.
- Do 18D-3, mindre ändringar i Do 18Ds utrustning.
- Do 18G-1, en förbättrad variant av Do 18D. Beväpningen utökades.
- Do 18N-1, variant av Do 18G-1 där beväpningen plockats bort, användes för sjöräddning.
- Do 18H, skolplansvariant försedd med dubbla kontroller. Ett fåtal exemplar tillverkades av denna variant.